# Vagiphantes
Vagiphantes vaginatus es una especie de araña araneomorfa de la familia Linyphiidae. Es el único miembro del género monotípico Vagiphantes.

## Distribución
Se encuentra en  Asia Central en las montañas de Tianshan y Pamir.